# 차관훈
차관훈(1939년 12월 28일~2011년 8월 29일)은 대한민국의 정치인이다. 제32·33대 전라남도 완도군수를 지냈다.
1939년 전남 완도읍 화흥리 출생이며, 2011년 광주기독병원에서 사망하였다.

## 가족
동생 차용우(車鏞佑, 1952년 3월 4일~)는 전 완도군 군의회 의장을 지냈으며, 차관훈은 집안 종손으로 차관훈의 당고모인 차용애는 김대중 전 대통령의 첫 부인이었다.

## 역대 선거 결과
|  | 60.98% |

|  | 100.00% |